# Animal Aid
Animal Aid (рус. Помощь животным) — основанная в 1977 году британская организация, защищающая права животных. Выступает против всех форм эксплуатации животных и популяризирует образ жизни без жестокости. Также расследует и делает достоянием общественности случаи жестокого обращения с животными.
Animal Aid издает отчёты о проводимых кампаниях, проспекты и справочники, обучающие видеофильмы и видеоматериалы, снятые скрытой камерой. Также выпускает ежеквартальный журнал и коммерческий каталог «товаров без жестокости».

## Цели и задачи
Animal Aid намерена защищать животных всеми доступными ненасильственными способами, чтобы положить конец жестокому обращению с животными. Помощь животным — некоммерческая компания с ограниченной ответственностью, управляемая советом волонтёров. Целями организации являются:
- Повышение уровня осведомленности общества о жестоком обращении с животными, в частности, при вивисекции и в животноводстве, формирование общественного мнения  в направлении препятствования всеми законными средствами проведению опытов на животных и любых других форм жестокого обращения.
- Изучение действующего законодательства в части, касающейся указанных выше целей и связанных с ними аспектов, содействие проведению социальной, правовой и административной реформ для реализации указанных выше целей.
- Предотвращения эксплуатации животных.
- Воспитание у общества, особенно у подрастающего поколения, чувства моральной ответственности по отношению к животным.
- Поощрение образа жизни, исключающего жестокое обращение с животными.
- Сбор и распространение информации по вопросам, касающимся вышеуказанных целей, производство и распространение печатных документов, периодических изданий, книг, циркуляров и другой литературы, кино- и аудиовизуальных материалов, а также продвижение, спонсирование и любая иная помощь, ведение курсов, лекций и прочее содействие выполнению этих задач[1].

## Знаменитые сторонники
Animal Aid имеет широкий круг сторонников среди знаменитостей, среди них Том Йорк, Стелла Маккартни, Ричард Уилсон, Венди Тернер Вебстер, Massive Attack, Алексей Сейл, Тони Бенн, Бенджамин Зефанайя, Мартин Шоу, Крисси Хайнд, Питер Тэтчелл и преподобный профессор Андрю Линзи.
Доктор Шарлотта Уленбрук, приматолог, поддерживает кампанию организации против экспериментов на приматах: «Я еще не слышала достаточно убедительных научных аргументов, которые бы оправдывали страдания приматов в медицинских исследованиях».

## Кампании
Помощь животным проводит кампанию против экспериментов на животных, опираясь на моральные и научные обоснования, а также способствуют развитию медицинских исследований без использования животных. Организация осуществляет и распространяет скрытые съемки животных, демонстрируя, как обращаются с ними на фермах и бойнях. Другими основными кампаниями являются кампания против регулирования численности животных посредством отстрела, кампания против скачек и против разведения фазанов в охотничьих целях.

## Рождественская распродажа
В целях поддержки стиля жизни без жестокости Animal Aid ежегодно устраивает в Лондоне одноимённую Рождественскую распродажу.
Товары, предлагаемые на распродаже, включают изделия, произведенные в соответствии с принципами справедливой торговли, не тестированную на животных косметическую продукцию, переработанную продукцию, эко-одежду, не кожаную обувь, сезонные открытки и сувениры. На распродаже 2009 года было представлено более 80 стендов продажи «товаров без жестокости». Также во время распродажи устраиваются лекции, аукционы от знаменитостей и фуршет с угощениями, приготовленными по вегетарианским рецептам, что делает ярмарку семейным праздником.